# Esecutori contro la Bestemmia
Nell'ordinamento giudiziario della repubblica di Venezia, quella degli Esecutori contro la Bestemmia (o Difensori in foro secolare delle leggi di Santa Chiesa e Correttori della negligenza delle medesime) era una magistratura, con competenza nella città di Venezia sui reati contro la religione e il buoncostume.

## Storia e funzioni
Creata nel 1537, la magistratura aveva autorità sopra i reati di bestemmia, profanazione, deflorazione di vergini promesse in matrimonio, lenocinio, pubblicazione di libri proibiti, ecc.
In virtù di tale potere tale magistratura sorvegliava osterie e casini e provvedeva alla nomina dei Capisestiere (in numero di due per ciascun sestiere, poi quattro dal 1583), ufficiali responsabili della denuncia delle azioni illecite e sediziose e della registrazione dei forestieri presenti in città.
Sembra che l'uso di proferire empietà fosse estremamente radicato nella popolazione di Venezia già dall’età medievale, tanto da far dire ad uno dei suoi Dogi:
(Lorenzo Priuli, Diario, maggio 1512)
L'abitudine era talmente diffusa da coinvolgere lo stesso clero, tanto da costringere nel Trecento lo Stato a prevedere l'esposizione alla gabbia sul campanile di San Marco per i preti bestemmiatori. Recitava a tale proposito una breve elegia:
(Lamento di pre Augustino)